# William Waddell
William Waddell (Forth, 7 marzo 1921 – Glasgow, 14 ottobre 1992) è stato un allenatore di calcio e calciatore britannico.

## Palmarès

### Giocatore
- Campionato scozzese: 5

Rangers: 1938-1939, 1946-1947, 1948-1949, 1949-1950, 1952-1953
- Coppa di Scozia: 4

Rangers: 1947-1948, 1948-1949, 1949-1950, 1952-1953

### Allenatore

#### Competizioni nazionali
- Campionato scozzese: 1

Kilmarnock: 1964-1965
- Coppa di Lega scozzese: 1

Rangers: 1970-1971

#### Competizioni internazionali
- Coppa delle Coppe: 1

Rangers: 1971-1972